# Creek Turnpike
La Creek Turnpike, également désignée State Highway 364 (SH-364), est une autoroute à péage de 53,46 kilomètres de long qui se trouve entièrement dans l'État américain de l'Oklahoma. Elle constitue une ceinture périphérique partielle sur les côtés sud et est de Tulsa, la deuxième plus grande ville de l'Oklahoma.
L'extrémité ouest de la Creek Turnpike se trouve à la Turner Turnpike (en) à Sapulpa, tandis que son extrémité nord-est est à la Will Rogers Turnpike (en) à Fair Oaks. Les deux extrémités de la Creek Turnpike se connectent avec l'Interstate 44 (I-44).
La route est gérée par la Oklahoma Turnpike Authority (en) (OTA), sauf pour une section partagée avec l'U.S. Route 64 (US-64) et l'U.S. Route 169 (US-169). Cette section libre est maintenu par le Oklahoma Department of Transportation (en) (ODOT).

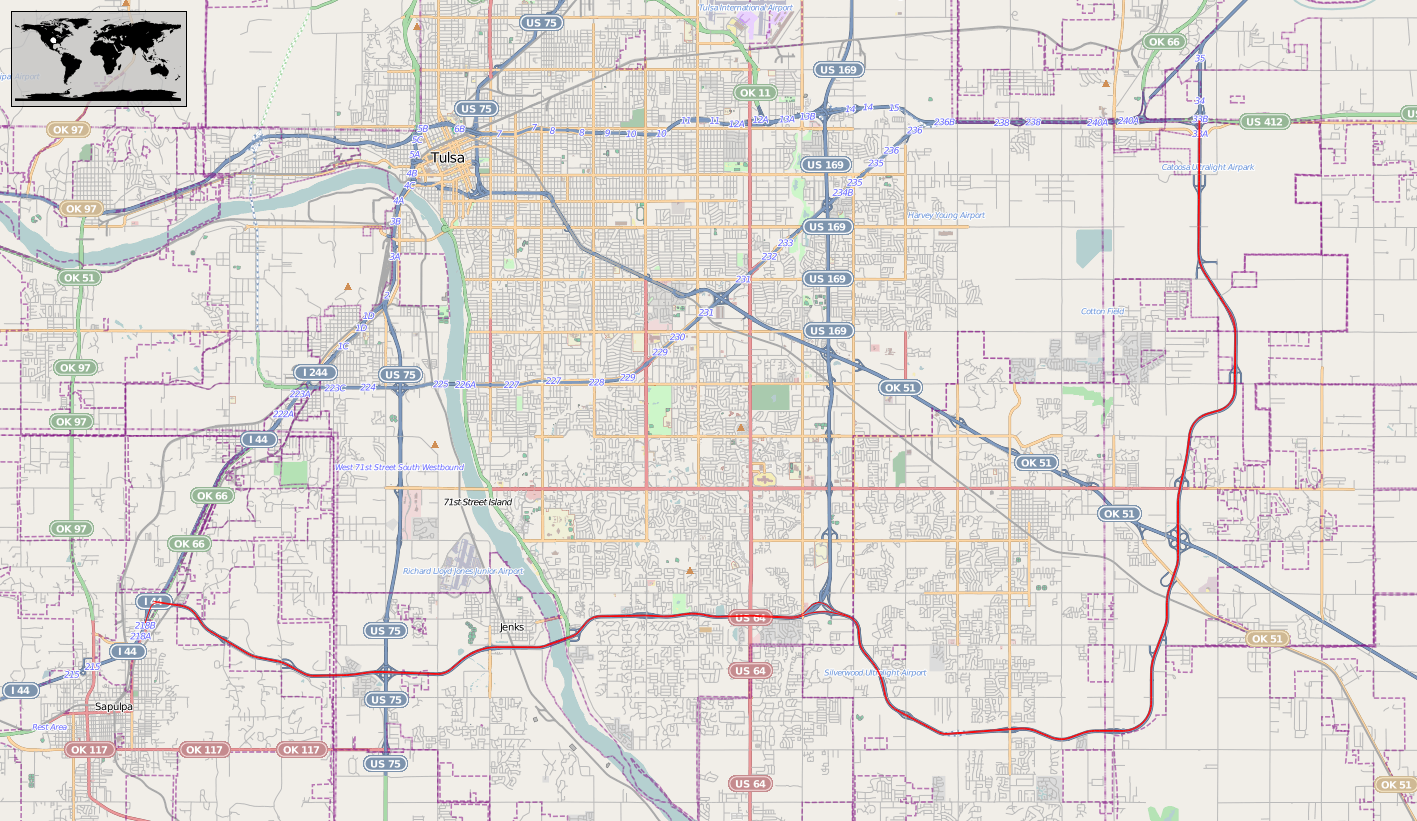
Carte de la Creek Turnpike (rouge).